# Friedrich Beißner
Friedrich Beißner (* 26. Dezember 1905 in Hameln; † 29. Dezember 1977 in Tübingen) war ein deutscher Germanist.

## Werdegang
Beißner war der Sohn eines Eisenbahnbeamten. Nachdem er das Germanistikstudium mit einer Promotion abgeschlossen hatte, trat er 1933 nach der „Machtergreifung“ der Nationalsozialisten sowohl in den NS-Lehrerbund als auch in die SA ein. 1937 wurde er Mitglied der NS-Studentenkampfhilfe und trat zum 1. Mai desselben Jahres der NSDAP bei (Mitgliedsnummer 5.576.357).
Er wurde zunächst Assistent am Deutschen Seminar der Universität Gießen und 1940 Privatdozent an der Universität Jena. Parallel dazu erhielt er eine Anstellung am Goethe- und Schiller-Archiv Weimar, wo er an der Schiller-Nationalausgabe mitarbeitete; im Herbst 1942 wurde Beißner auf Vermittlung von Leo Killy und dessen Sohn Walther Killy nach Tübingen umhabilitiert, wo er rechtzeitig zum Jubiläumsjahr 1943 mit der Arbeit an der von Walther Killy angeregten neuen historisch-kritischen Hölderlin-Ausgabe begann. Da Hölderlin im NS-Reich wohlgelitten war, erfuhr diese Unternehmung breite staatliche Förderung.
Nach dem Ende des Zweiten Weltkriegs setzte Beißner ab 1946 seine Karriere in Tübingen als außerordentlicher Professor fort, wo er ab 1961 bis zu seiner Emeritierung 1970 Ordinarius für Deutsche Sprache und Literatur war. Seit 1970 war er ordentliches Mitglied der Heidelberger Akademie der Wissenschaften.
Beißner wurde vor allem durch seine Arbeiten über die deutsche Klassik bekannt. Er ist der Herausgeber einer wissenschaftlichen Ausgabe des Gesamtwerkes Friedrich Hölderlins, der sogenannten „Stuttgarter Ausgabe“.

## Schüler
Zu Friedrich Beißners Schülern gehören Siegfried Unseld, Walter Jens, Gerhard Storz, Karl Corino, Johannes Poethen, Egon Menz und Martin Walser, die unter anderem seinem Doktorandenkolleg beiwohnten.

## Veröffentlichungen
- Hölderlins Übersetzungen aus dem Griechischen. Metzler, Stuttgart 1933. (Dissertation: Göttingen 1932)
- Geschichte der deutschen Elegie. Walter de Gruyter, Berlin 1941.
- Klopstocks vaterländische Dramen. Böhlau, Weimar 1942.
- Der Erzähler Franz Kafka. Ein Vortrag, Kohlhammer, Stuttgart 1952.
- Wieland. Vier Biberacher Vorträge, Insel, Wiesbaden 1954.
- Kafka der Dichter. Ein Vortrag, Kohlhammer, Stuttgart 1958.
- Hölderlin. Reden und Aufsätze, Böhlau, Weimar 1961. (2. durchges. Aufl.: Böhlau, Köln & Wien 1969)
- Der Schacht von Babel. Kohlhammer, Stuttgart 1963.
- Der Erzähler Frank Kafka und andere Vorträge, Suhrkamp, Frankfurt/M. 1983, ISBN 3-518-37016-2.

Herausgeber
- Christoph Martin Wieland: Alterswerke; in: Gesammelte Schriften. Hrsg. von der Dt. Komm. der Königl. Preuß. Akad. der Wissenschaften, Abt. 1, Bd. 20, Weidmann, Berlin 1939.
- Friedrich Hölderlin: Hölderlin Feldauswahl, im Auftrage der Hölderlin Gesellschaft. Cotta, Stuttgart 1943
- (zusammen mit Adolf Beck) Friedrich Hölderlin: Sämtliche Werke. Kohlhammer, Stuttgart 1943–1985. (8 Bde., „Große Stuttgarter Ausgabe“)
- Friedrich Hölderlin: Sämtliche Werke. Kohlhammer, Stuttgart 1944–1962. (6 Bde., „Kleine Stuttgarter Ausgabe“)
- Friedrich Hölderlin: Friedensfeier. Kohlhammer, Stuttgart 1954. (Bibliotheca Bodmeriana, 4)
- Friedrich Hölderlin: Sämtliche Werke. Insel, Frankfurt a. M. 1961.
- Friedrich Hölderlin: Oden, Elegien, Gesänge. Insel, Frankfurt a. M. 1964. (Insel-Bücherei 807)
- Christoph Martin Wieland: Ausgewählte Werke in 3 Bänden. Winkler, München 1964–1965.
- (zusammen mit Jochen Schmidt) Friedrich Hölderlin: Werke und Briefe. Insel, Frankfurt a. M. 1969. (3 Bde.)
- Dichter über ihre Dichtungen, Bd. 11: Friedrich Hölderlin, Heimeran, München 1973.
- (Erw. und bearb. von Bernhard Böschenstein) Friedrich Hölderlin. Der Dichter über sein Werk, 2., korr. und erg. Aufl., Wissenschaftliche Buchgesellschaft, Darmstadt 1996.

Festschrift
- Ulrich Gaier/Werner Volke (Hrsg.): Festschrift für Friedrich Beißner. Rotsch, Bebenhausen 1974, S. 465–477, ISBN 3-87674-005-3.